# 리퍼포징

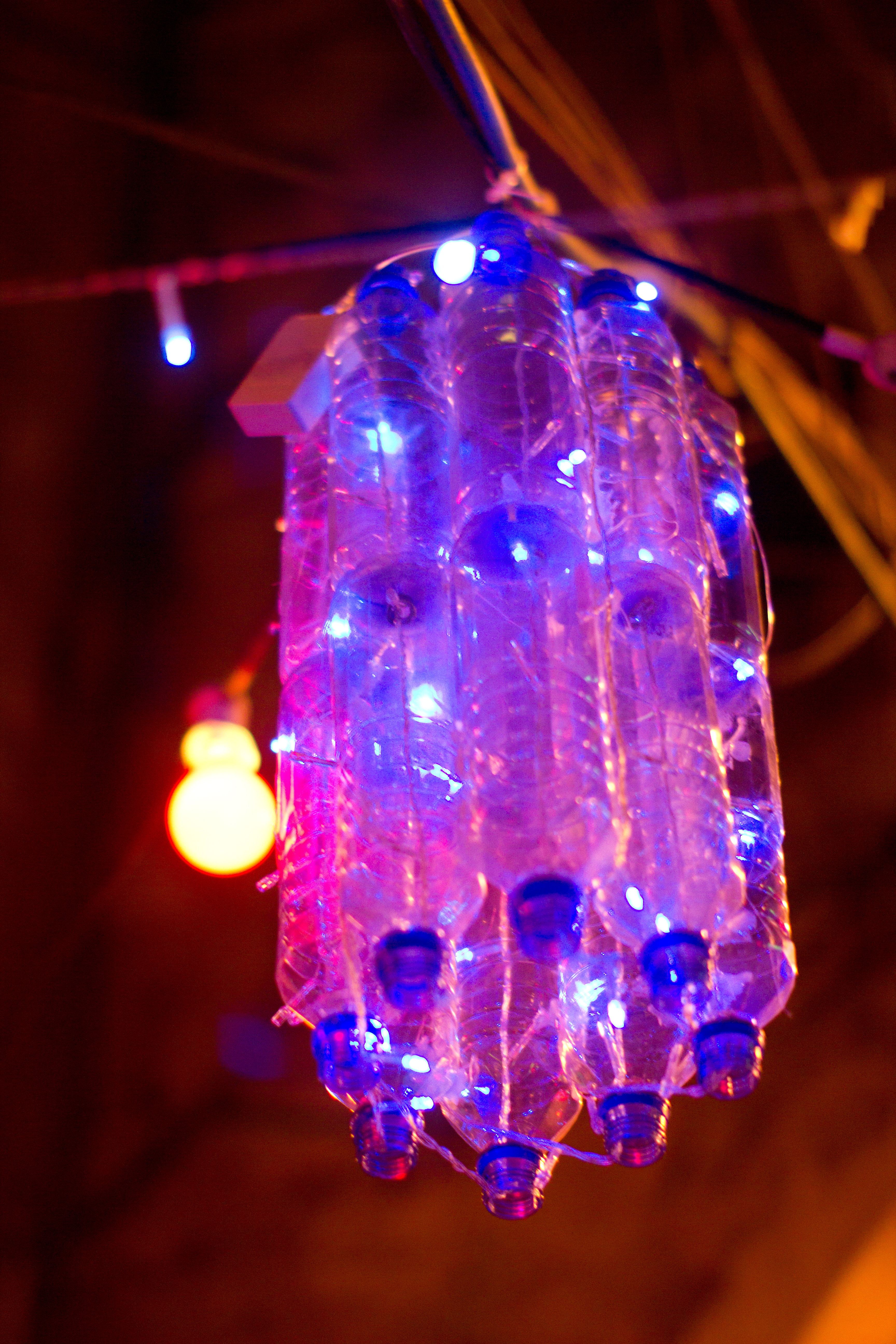
(LED 불빛이 있는) 플라스틱 병. 라마단 기간 중 예루살렘의 무슬림 쿼터에서 샹들리에로 리퍼포징되었다.

리퍼포징(repurposing)은 사용 가치가 있는 물체를 다른 사용 가치가 있는 물체로 이용 목적을 바꾸는 것을 의미한다.

## 개요
리퍼포징은 인간의 문명만큼 오래되었으며 현대의 수많은 학자들은 여러 사회들이 오래된 문화를 새롭고 창의적인 방법으로 인공물을 재배치시키는 방식을 탐구하였다. 최근에 리퍼포징은 21세기의 생태계, 경제적 위기의 창조적인 대응 수단으로서 21세기 호비스트들과 공예 단체들에 의해 찬양을 받고 있다. 최근 학계는 이러한 활동을 미국의 좌파/우파 자유지상주의와 관련시키는 것을 시도한다.
리퍼포징은 기존 도구의 용도를 다른 도구의 용도로 바꾸는 것으로, 보통은 원래의 도구 제작자가 의도치 않던 목적으로 바뀐다. 일반적으로 리퍼포징은 보통 쓰레기나 구식의 물건으로 간주되는 물건들을 사용하여 수행된다.

## 같이 보기
- 코드 재사용
- 동글
- 쇠톱
- KISS 원칙
- 계획적 구식화
- 이차 전지
- 재활용
- 재사용
- 리버스 엔지니어링
- 스크랩
- 중고